# Anja Pohontsch
Anja Pohontsch (sorbisch Anja Pohončowa; * 1970 in Vetschau/Spreewald) ist wissenschaftliche Mitarbeiterin am Sorbischen Institut in Bautzen und sorbische Fernsehmoderatorin sowie seit 2020 Vorsitzende der Maćica Serbska.
Schon ab der ersten Klasse lernte Pohontsch Niedersorbisch. An der Sorbischen Erweiterten Oberschule „Marjana Domaškojc“ (heutiges Niedersorbisches Gymnasium) in Cottbus vertiefte sich ihr Interesse an der sorbischen Sprache und Geschichte. Sie studierte an der Leipziger Universität Russistik und Sorabistik und promovierte an der TU Dresden.
Von 1996 bis 2001 sowie erneut ab 2005 war Pohontsch eine Moderatorin der niedersorbisch-wendischen Fernsehsendung „Łužyca – Sorbisches aus der Lausitz“. Außerdem ist sie als wissenschaftliche Mitarbeiterin des Sorbischen Instituts in Bautzen tätig.
Anja Pohontsch ist verheiratet und hat zwei Kinder. Die Familiensprache ist, obwohl Anja Pohontsch in der Niederlausitz aufwuchs, Obersorbisch.